# Dywergencja

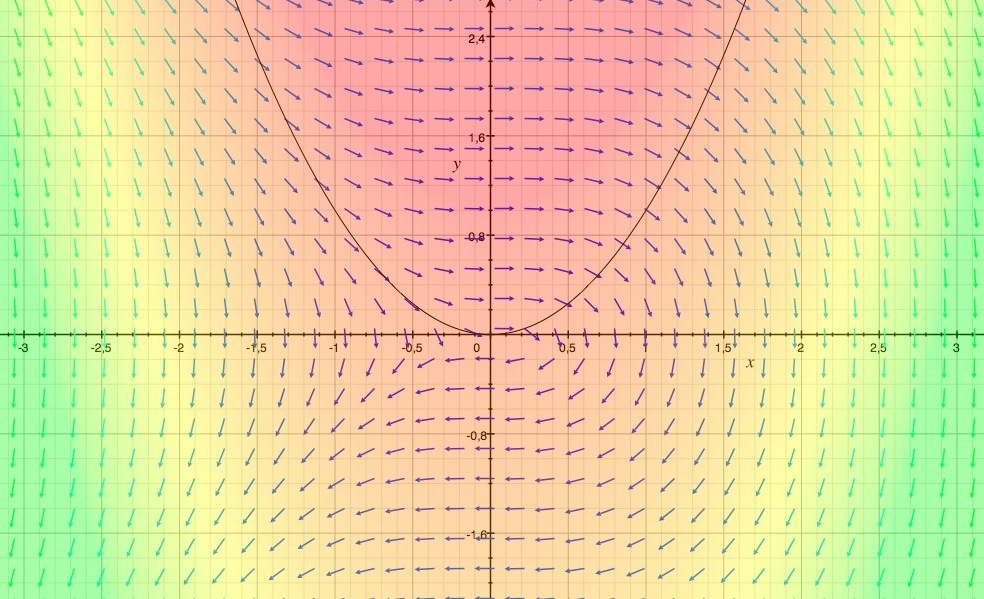
Funkcja wektorowa R2 → R2 i jej dywergencja reprezentowana przez pole skalarne

Dywergencja, in. rozbieżność, źródłowość pola wektorowego – operator różniczkowy przyporządkowujący polu wektorowemu w przestrzeni euklidesowej 3-wymiarowej pole skalarne będące formalnie iloczynem skalarnym operatora nabla z wektorem pola.
Operator ten uogólnia się na przestrzenie euklidesowe {\displaystyle n}-wymiarowe z dowolnymi układami współrzędnych krzywoliniowych oraz na dowolne przestrzenie riemannowskie i pseudoriemannowskie.

## Dywergencja w układzie współrzędnych kartezjańskich
Założenia:
Dana jest funkcja {\displaystyle \mathbf {F} \colon U\to \mathbb {R} ^{3}} określona na zbiorze otwartym {\displaystyle U\subseteq \mathbb {R} ^{3}}klasy {\displaystyle C^{1}} (tj. taka że jej pochodne cząstkowe ze względu na każdą ze zmiennych {\displaystyle x,y,z} są funkcjami ciągłymi); funkcja ta ma w wybranym układzie współrzędnych trzy funkcje składowe i nazywana jest polem wektorowym w przestrzeni {\displaystyle \mathbb {R} ^{3}}
{\displaystyle \mathbf {F} =(F_{1},F_{2},F_{3}).}
Definicja:
Dywergencją {\displaystyle \operatorname {div} \mathbf {F} } pola wektorowego {\displaystyle \mathbf {F} } nazywa się pole skalarne będące sumą pochodnych cząstkowych funkcji składowych {\displaystyle F_{i}} pola wektorowego {\displaystyle \mathbf {F} } po odpowiednich współrzędnych, tj.
{\displaystyle \operatorname {div} \mathbf {F} (x,y,z)={\frac {\partial F_{1}(x,y,z)}{\partial x}}+{\frac {\partial F_{2}(x,y,z)}{\partial y}}+{\frac {\partial F_{3}(x,y,z)}{\partial z}},}
co można zapisać symbolicznie
{\displaystyle \operatorname {div} \mathbf {F} =\nabla \cdot \mathbf {F} ,}
gdzie:
{\displaystyle \nabla =\left({\frac {\partial }{\partial x}},{\frac {\partial }{\partial y}},{\frac {\partial }{\partial z}}\right)=\mathbf {i} {\frac {\partial }{\partial x}}+\mathbf {j} {\frac {\partial }{\partial y}}+\mathbf {k} {\frac {\partial }{\partial z}}} – operator wektorowy nabla
symbol {\displaystyle \cdot } oznacza mnożenie skalarne operatora wektorowego nabla z wektorem pola.

## Dywergencja we współrzędnych krzywoliniowych
W dowolnych współrzędnych krzywoliniowych {\displaystyle q_{1},\dots ,q_{n}} przestrzeni {\displaystyle n}-wymiarowej euklidesowej lub przestrzeni pseudoeuklidesowej (i ogólniej – w przestrzeni riemannowskiej lub pseudoriemannowskiej) dywergencję w danym punkcie wyraża wzór
{\displaystyle \operatorname {div} (F)={\frac {1}{\sqrt {|g|}}}\partial _{a}\left({\sqrt {|g|}}\,F^{a}\right),}
gdzie:
{\displaystyle |g|} – moduł wyznacznika tensora metrycznego współrzędnych krzywoliniowich obliczony w danym punkcie,
{\displaystyle \partial _{a}\equiv {\frac {\partial }{\partial q_{a}}}} – pochodna cząstkowa po współrzędnej krzywoliniowej {\displaystyle q_{a},}
{\displaystyle F=[F_{1},\dots ,F_{n}]} – dane pole wektorowe w przestrzeni {\displaystyle n}-wymiarowej.
W powyższym wzorze trzeba wykonać sumowanie po powtarzającym się indeksie {\displaystyle a} przyjmując {\displaystyle a=1,\dots ,n.}

### Współrzędne sferyczne
Z powyższego ogólnego wzoru można otrzymać w szczególności postać dywergencji w układzie współrzędnych sferycznych {\displaystyle r,\theta ,\varphi .} Jeżeli pole wektorowe wyrazi się w lokalnej bazie współrzędnych sferycznych
{\displaystyle \mathbf {F} =\mathbf {e} _{r}F_{r}+\mathbf {e} _{\theta }F_{\theta }+\mathbf {e} _{\varphi }F_{\varphi },}
to dywergencja ma postać:
{\displaystyle \operatorname {div} \mathbf {F} =\nabla \cdot \mathbf {F} ={\frac {1}{r^{2}}}{\frac {\partial }{\partial r}}\left(r^{2}F_{r}\right)+{\frac {1}{r\sin \theta }}{\frac {\partial }{\partial \theta }}(\sin \theta \,F_{\theta })+{\frac {1}{r\sin \theta }}{\frac {\partial F_{\varphi }}{\partial \varphi }}.}

### Współrzędne walcowe
Z ogólnego wzoru można otrzymać postać dywergencji w układzie współrzędnych walcowych {\displaystyle \rho ,\theta ,z.}
Jeżeli pole wektorowe wyrazi się w lokalnej bazie współrzędnych walcowych
{\displaystyle \mathbf {F} =\mathbf {e} _{r}F_{r}+\mathbf {e} _{\theta }F_{\theta }+\mathbf {e} _{z}F_{z},}
to dywergencja ma postać:
{\displaystyle \operatorname {div} \mathbf {F} =\nabla \cdot \mathbf {F} ={\frac {1}{r}}{\frac {\partial }{\partial r}}\left(rF_{r}\right)+{\frac {1}{r}}{\frac {\partial F_{\theta }}{\partial \theta }}+{\frac {\partial F_{z}}{\partial z}}.}

## Definicja geometryczna dywergencji
(1) Twierdzenia Gaussa-Ostrogradskiego
Dywergencję można zdefiniować najogólniej nie odwołując się do układu współrzędnych, a korzystając z twierdzenia Gaussa-Ostrogradskiego, które mówi, że:
Jeżeli {\displaystyle V} jest zwartym podzbiorem przestrzeni {\displaystyle \mathbb {R} ^{3},} którego brzeg {\displaystyle \partial V} jest dodatnio zorientowany oraz kawałkami gładki, a {\displaystyle \mathbf {F} } jest polem wektorowym klasy {\displaystyle C^{1},} określonym na zbiorze otwartym, zawierającym {\displaystyle V,} to
{\displaystyle \iiint \limits _{V}\operatorname {div} \mathbf {F} \,dV=\iint \limits _{\partial V}\mathbf {F} \cdot \mathbf {n} \,dS,}
gdzie:
{\displaystyle \mathbf {n} =\mathbf {n} (x,y,z)} – jednostkowy wektor normalny do infinitezymalnej powierzchni {\displaystyle dS} w otoczeniu punktu {\displaystyle (x,y,z).}
(2) Definicja:
Dywergencją w punkcie {\displaystyle M} zbioru {\displaystyle U} nazywa się granicę całki obliczanej po powierzchni otaczającej punkt {\displaystyle M,} uzyskaną poprzez ściąganie powierzchni {\displaystyle \partial V} do punktu {\displaystyle M,} tj.
{\displaystyle \operatorname {div} \mathbf {F} =\lim _{|V|\to 0}{\frac {1}{|V|}}\iint \limits _{\partial V}{\mathbf {F} \cdot \mathbf {n} }\;dS,}
gdzie {\displaystyle |V|} – objętość obszaru {\displaystyle V} zawartego w powierzchni {\displaystyle \partial V.}
Uwaga:
- {\displaystyle dS} oznacza infinitezymalny element powierzchni; formalnie jest to 2-forma postaci {\displaystyle dx\wedge dy.}
- {\displaystyle dV} oznacza infinitezymalny element objętości; formalnie jest to 3-forma postaci {\displaystyle dx\wedge dy\wedge dz.}

## Dywergencja dla pola tensorowego 2 rzędu (z macierzy)
Dywergencja w kartezjańskim układzie współrzędnych dla różniczkowalnego w sposób ciągły tensora drugiego rzędu {\displaystyle \mathbf {A} } zdefiniowanego następująco:
{\displaystyle \mathbf {A} ={\begin{bmatrix}A_{11}&A_{12}&A_{13}\\A_{21}&A_{22}&A_{23}\\A_{31}&A_{32}&A_{33}\end{bmatrix}}}
jest polem wektorowym (tj. w wyniku w danym punkcie otrzymywany jest wektor kolumnowy, czyli kontrawariantny)
{\displaystyle \operatorname {div} (\mathbf {A} )=\nabla \cdot \mathbf {A} ^{T}={\cfrac {\partial A_{ik}}{\partial x_{k}}}~\mathbf {e} _{i}=A_{ik,k}~\mathbf {e} _{i}={\begin{bmatrix}{\dfrac {\partial A_{11}}{\partial x_{1}}}+{\dfrac {\partial A_{12}}{\partial x_{2}}}+{\dfrac {\partial A_{13}}{\partial x_{3}}}\\{\dfrac {\partial A_{21}}{\partial x_{1}}}+{\dfrac {\partial A_{22}}{\partial x_{2}}}+{\dfrac {\partial A_{23}}{\partial x_{3}}}\\{\dfrac {\partial A_{31}}{\partial x_{1}}}+{\dfrac {\partial A_{32}}{\partial x_{2}}}+{\dfrac {\partial A_{33}}{\partial x_{3}}}\end{bmatrix}}.}
gdzie {\displaystyle ^{T}} oznacza transpozycję. Należy tutaj dodać, że w ogólności zachodzi następująca nierówność
{\displaystyle \operatorname {div} (\mathbf {A} )\neq \nabla \cdot \mathbf {A} }
gdzie:
{\displaystyle \nabla \cdot \mathbf {A} ={\cfrac {\partial A_{ki}}{\partial x_{k}}}~\mathbf {e} _{i}=A_{ki,k}~\mathbf {e} _{i}={\begin{bmatrix}{\dfrac {\partial A_{11}}{\partial x_{1}}}+{\dfrac {\partial A_{21}}{\partial x_{2}}}+{\dfrac {\partial A_{31}}{\partial x_{3}}}\\{\dfrac {\partial A_{12}}{\partial x_{1}}}+{\dfrac {\partial A_{22}}{\partial x_{2}}}+{\dfrac {\partial A_{32}}{\partial x_{3}}}\\{\dfrac {\partial A_{13}}{\partial x_{1}}}+{\dfrac {\partial A_{23}}{\partial x_{2}}}+{\dfrac {\partial A_{33}}{\partial x_{3}}}\end{bmatrix}}}
zatem dla tensorów drugiego rzędu powinniśmy rozróżniać powyższy operator {\displaystyle \nabla \cdot \mathbf {A} } od dywergencji {\displaystyle \operatorname {div} (\mathbf {A} ).}
Niemniej jednak jeśli tensor jest symetryczny tj. {\displaystyle A_{ij}=A_{ji}} zachodzi równość {\displaystyle \operatorname {div} (\mathbf {A} )=\nabla \cdot \mathbf {A} }
co jest przyczyną zamiennego stosowania tych operatorów w literaturze dotyczącej równań (związanych głównie z mechaniką) bazujących na założeniu symetrii tensora.

## Twierdzenia
Następujące twierdzenia dowodzi się w oparciu o reguły różniczkowania.
Tw. 1
Dywergencja jest operatorem liniowym, tj.
{\displaystyle \operatorname {div} (a\mathbf {F} +b\mathbf {G} )=a\operatorname {div} \mathbf {F} +b\operatorname {div} \mathbf {G} }
dla dowolnych pół wektorowych {\displaystyle \mathbf {F} ,\mathbf {G} } i dla dowolnych liczb rzeczywistych {\displaystyle a,b.}
Tw. 2
Jeżeli φ jest polem skalarnym, to
{\displaystyle \operatorname {div} (\varphi \mathbf {F} )=\operatorname {grad} (\varphi )\cdot \mathbf {F} +\varphi \operatorname {div} \mathbf {F} }
lub równoważnie
{\displaystyle \nabla \cdot (\varphi \mathbf {F} )=(\nabla \varphi )\cdot \mathbf {F} +\varphi (\nabla \cdot \mathbf {F} ),}
gdzie {\displaystyle \operatorname {grad} (\varphi )} – gradient funkcji skalarnej.

## Zastosowania
Operator dywergencji pojawia się w sposób naturalny w kontekście całkowania form zewnętrznych w przestrzeni trójwymiarowej (zob. twierdzenie Gaussa-Ostrogradskiego zwane twierdzeniem o dywergencji), a więc ma szereg konkretnych interpretacji fizycznych, związanych np. z mechaniką płynów.

### Interpretacja w mechanice płynów
Rozważany jest problem przepływu cieczy nieściśliwej przy występowaniu źródeł (albo wycieków). Wydajnością źródeł wewnątrz zamkniętej powierzchni {\displaystyle S} nazywa się ilość cieczy wypływającej z powierzchni {\displaystyle S} w jednostce czasu. Innymi słowy, wydajność źródeł to strumień wektora prędkości {\displaystyle \mathbf {v} ,} to znaczy
{\displaystyle \iint \limits _{S}\mathbf {v} \cdot \mathbf {n} \,dS.}
Dla źródeł w danym obszarze rozłożonych w sposób ciągły, można wprowadzić pojęcie ich gęstości, to znaczy granicę wydajności źródeł w obszarze {\displaystyle V,} które zawierają punkt {\displaystyle M} na jednostkę objętości, tzn.
{\displaystyle \lim _{|V|\to 0}{\frac {1}{|V|}}\iint \limits _{\partial V}{\mathbf {v} \cdot \mathbf {n} }\;dS,}
co oznacza, że dywergencja pola prędkości cieczy jest w powyższym przykładzie gęstością źródeł.